# José Tudela
José Tudela de la Orden (Soria, 1890-Soria, 1973) fue un archivero y periodista español. Es conocido por su trabajo como redactor-jefe de La Voz de Soria (1922), su compromiso republicano y por sus estudios americanistas.

## Biografía
Nació en Soria en 1890. Licenciado en Filosofía y Letras en 1914, ingresó ese mismo año en el Cuerpo de Archiveros, Bibliotecarios y Arqueólogos. En 1919 trabajó en la Delegación de Hacienda de Segovia, donde trabó amistad con Antonio Machado. En 1920 fue destinado al Archivo soriano. Allí trabajó como redactor-jefe en La Voz de Soria (1922), y fundó el Ateneo de Soria junto a otras figuras locales, como Gerardo Diego. Fue miembro de la Agrupación al Servicio de la República. 
Tras un breve exilio en Francia, José Tudela se trasladó a Madrid en 1939. Trabajó en el Instituto de Servicios Agrarios, y dos años más tarde en el Cuerpo de Archiveros del Museo de América. En 1952 fue nombrado director del Museo Etnológico de Madrid. Durante los años 1950 desarrolló su interés americanista, culminando con el descubrimiento de un códice mexicano. Falleció el 7 de septiembre de 1973 en Soria y fue sepultado en el cementerio del Espino.
Inés Tudela Herrero es autora de una semblanza americanista de José Tudela.